# وحشت (فیلم ۲۰۰۰)
وحشت یا ترس ناگهانی (به انگلیسی: Panic) فیلمی محصول سال ۲۰۰۰ و به کارگردانی هنری برومل است. در این فیلم بازیگرانی همچون ویلیام اچ میسی، نو کمبل، تریسی آلمن، جان ریتر، باربارا بین، دونالد ساترلند، میگل ساندووال، تینا لیفورد، نیکول تام و دیوید دورفمن ایفای نقش کرده‌اند.